# Dżalbun
Dżalbun (arab. جلبون) – wioska w Autonomii Palestyńskiej (Zachodni Brzeg).